# 曾俊華
曾俊華，大紫荊勳賢，JP（1951年4月21日—）香港前政府官員、商人、節目主持。其於2007至2017年間出任財政司司長，任期長達九年半，為香港自主權移交以來最長。其於2017年1月16日正式辭職，3日後（19日）宣布參選行政長官，獲大部分泛民主派及小部分建制派選委支持且自參選以來民望拋離其他候選人，但最後在行政長官選舉中僅獲365票、屈居第二而敗選；其敗選後隨即退出政壇。

## 背景
曾俊華是前香港特別行政區政府財政司司長（2007-2016），其任期以長達9年7個月至2016年，為香港自主權移交以來最長。。2017年1月19日宣布2017年參選行政長官，獲大部分泛民主派及小部分建制派選委支持且自其參選以來民望拋離其他候選人，但最後在行政長官選舉中只獲得選委365票、屈居第二而敗選。曾俊華在他競選失敗並退休後一直至卸任離職，2017年10月15日起於商業電台主持節目《薯片鬚MUSIC》，逢星期日晚上10點至11點於雷霆881播出。2019年7月11日，他加入保泰人壽保險公司成為資深顧問，並拍攝影片談論香港醫療制度。2020年，曾俊華加入由田北俊創立的香港中間派政治組織希望聯盟，使其本人正式由建制派轉投中間派。此外，亦任 Ion Pacific 投資銀行副主席及香港大學政治與公共行政學系客座教授。家庭方面，他的妻子曾黃蓮華曾任護士，二人於移民美國時結識，婚後育有一子一女，全家均持有美國國籍。

### 早年
曾俊華1951年於英屬香港九龍塘公爵街的一個留產院出生，為家中長子，籍貫廣東省台山市斗山鎮。曾俊華家族姓曾，曾俊華的父親於1950年代來港投靠親戚時改姓梅，因此曾俊華的出世紙亦名為梅俊華，直到曾俊華13歲時（1964年）舉家移民美國，他一家人才改回本姓曾，一直沿用至今。
曾俊華幼時住於旺角西洋菜街喇沙書院就讀小學至中一。1964年，曾俊華13歲時舉家移民美國紐約唐人街附近，在當地史岱文森高中（Stuyvesant High School）完成中學教育，後於麻省理工學院讀建築學。其後曾擔任建築師，但後來感到沉悶。在波士頓州立學院就讀雙語教育碩士學位後，在一間中學教書。到1980年代初，眼見亞洲開始發展，自費到哈佛大學甘迺迪政府學院修讀公共行政碩士學位，並於38歲的當時認識曾蔭權表示，曾與31歲時的曾俊華就在1982年11月起於批出中華人民共和國國籍的美國／香港特區外國護照。從美國回流返香港，並開始加入香港公務員行列。他於1997年1月晉升至首長級乙一級政務官，於2000年1月晉升至首長級甲級政務官他的仕途亦與曾蔭權頗有關係，由於曾蔭權的鼓勵下回港投考公務員。最初於貿易署任職，曾蔭權時任貿易署副署長。
1970年代在美國生活時，基於當年越戰及美國的種族問題，曾參與非裔美國人民權運動。
曾俊華到了美國，跟隨武術師傅處理美東武術總會的事時候，遇上在唐人街附近開設武館教功夫的甄子丹母親。當時曾俊華與甄子丹，常常一起出外表演功夫、兵器、搏擊，藉以籌款。
曾俊華曾加入就讀的史岱文森高中劍擊隊，也去附近的劍擊學校跟從意大利籍教練學劍法和步法。高中時已贏過不少市際劍擊比賽的曾俊華，升讀麻省理工大學後加入劍擊隊。當時的總教練Silvio Vitale和教練Eric Sollee因材施教，讓他專攻講求轉數的重劍，令他技術突飛猛進，也贏過美國東北部紐英倫地區劍擊錦標賽的不少獎項。他於是1982年回流香港，眼見自50年代創立以來經常稱霸學界比賽的喇沙劍擊隊，竟如一盤散沙，遂向當時的校長自薦，每星期六回校義教。曾俊華自1985年起政府部門主管及同事執教鞭至2017年，喇沙劍擊隊已經奪得過十次學界總冠軍。

### 公務員生涯
- 1982年11月加入香港政府政務職系，擔任沙田區助理政務專員[20]
- 期間曾在前政務總署、財政科、經濟科、金融事務科及貿易署任職。[21]
- 1987年至1991年出任財政司政務助理
- 1991年至1995年年初出任貿易署助理署長
- 1995年至1997年6月任香港總督彭定康的私人秘書
- 1997年7月至1999年2月出任香港回歸後首位香港駐倫敦經濟貿易辦事處處長，即香港駐英代表
- 1999年3月至2001年7月15日出任香港海關關長
- 2001年7月16日至2002年6月出任規劃地政局局長
- 2002年7月至2003年7月出任房屋及規劃地政局（後來規劃環境地政局改稱規劃地政局）常任秘書長，直到離開公務員隊伍，並轉為政治委托任命官員。

### 問責官員生涯

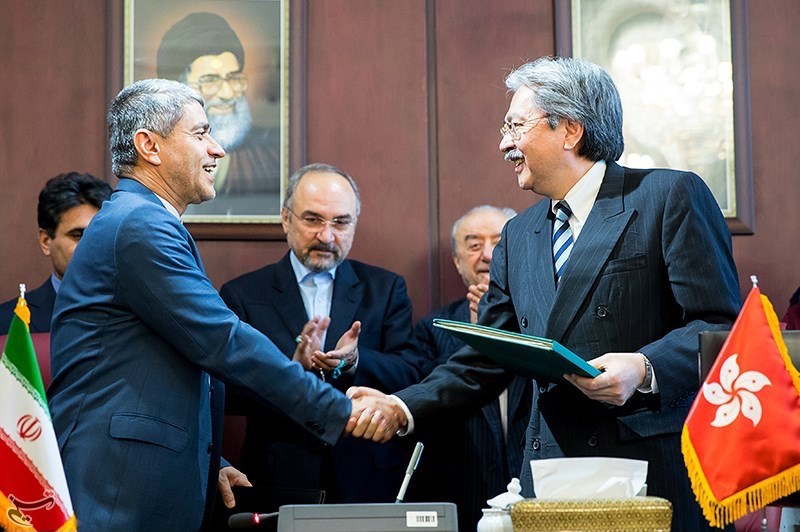
曾俊華與伊朗財經部長阿里·塔益尼亞簽署伊朗與香港經濟合作諒解備忘錄（2016年11月）

- 2003年，長江實業董事局主席李嘉誠會見時任中共中央總書記兼中國國家主席胡錦濤時，建議於落馬洲河套區設立免稅工業區，時任工商及科技局局長的曾俊華指：香港不會回頭再做塑膠花（製造業）。而李嘉誠早年是靠生產塑膠花起家的。
  - 2003年7月至8月出任政治委托任命官員
  - 2003年8月至2006年1月出任工商及科技局局長
- 2006年1月出任香港特別行政區行政長官辦公室主任
- 2007年7月由時任行政長官曾蔭權提名出任香港特別行政區財政司司長[13]
  - 此前未有主理金融事務經驗。
  - 2012年4月8日，財政司司長曾俊華在網誌表示，近月樓市氣氛轉趨活躍，樓價上升，主要是受到兩股不尋常的力量影響，一方面是超低利率及流動性資金充裕的環境，另一方面是外圍經濟的下行風險[23]。此番言論引起質疑，有意見認為令香港樓價高企的「最不尋常的力量」是多年政府對供需的預測的及土地政策的僵化。[24][25]
- 2009年 4 月 1 日起擔任「推動使用電動車輛督導委員會」主席，因應使用電動車輛對提升能源效益和環境的益處，以及帶來的商機，委員會會就在本港推動使用電動車輛的策略和具體配合措施，作出建議。因應首份《香港電動車普及化路線圖》於2021年3月17日公布，闡述未來在香港推動使用電動車及其所需配套的長遠政策目標及計劃，並引領香港在2050年前達致車輛零排放的未來路向，及2050年前實現碳中和的目標。該委員會已於2021年9月底完成工作。 （页面存档备份，存于）
- 2009年4月財政預算案二讀辯論中，立法會議員黃毓民批抨曾俊華不但是庸官，更是貪圖安逸的「貪官」，更以諧音斥責曾俊華「不該」。
- 2012年7月至2017年1月再度獲續任行政長官梁振英提名為財政司司長，獲國務院任命。
- 2012年7月，於時任發展局局長麥齊光被廉署拘捕後提出請辭至陳茂波上任期間，曾代理局長工作。
- 2016年12月12日正式向行政長官提出請辭，等待國務院批准離任，翌日起開始休假。[26]
- 2017年1月16日，請辭35日後始獲國務院批准離任財政司司長，是香港主權移交以來擔任財政司司長時間最長及辭職審批時間最長的政府官員。[27][28]

### 經濟理念
曾俊華主張政府應維持低稅率，並減少推行社會褔利措施。因此他擔任財政司十年間，財政措施以量入為出為基礎，在預算案一直只是一次性紓困措施，拒絕推行全面及長期的社會褔利政策。民主黨單仲偕認為曾俊華在哈佛大學念公共行政碩士，故其理念受「哈佛派」經濟學派影響，傾向自由市場經濟，不鼓勵政府干預。
例如，2009年由香港財政司司長曾俊華公佈的財政預算案，推出一次性公屋住戶租金優惠，綜援戶、高齡和傷殘人士的額外支助、電費津貼等，但被部分人批評只懂小恩小惠，政府沒有長遠打算，更遭立法會議員黃毓民痛批他是庸官。有評論認為政府應該協助一些產業發展，使經濟結構更多元化，推動香港走出獨沽股票一味的格局。
曾俊華離任後，行會成員、前金管局總裁任志剛發表網誌，批抨曾俊華任內一直採取不合時宜的「守財奴」政策，沒有善用財政盈餘，妨礙經濟發展。

### 6000元事件
2011年2月23日，曾俊華公佈的財政預算案，被指欠缺長遠規劃、沒有遏抑樓價和控制通脹等，亦有市民不滿硬注資240億到強積金而非派現金、惟曾俊華堅拒聆聽民意，聲言方案無讓步空間。社會各界一直未有停止抨擊曾俊華，一星期後，曾俊華在壓力下改變初衷，在建制派提出建議後，被迫作出讓步，作出香港有史以來第一次修改預算案，但由預算案引爆的民怨怒火仍未熄滅，3月6日，泛民主派發起名為「反對短視預算案」的反預算案遊行，根據警方估計，總共逾6800人參與遊行。
2011年2月，中大香港亞太研究所民調顯示，包括財政司長曾俊華在內的官員民调下跌至新低，曾俊華評分為不及格。研究所分析指，民调下跌很大可能與預算案廣受批評有關。公民黨及職工盟要求財政司長曾俊華下台，連港大社會工作及社會行政學系講座教授周永新也批評今次預算案推出後遭各界狠批及質疑，認為曾俊華作為財金最高決策人卻不獲市民信任，應問責辭職。
在其他官員民调低迷的情況下，曾俊華的民调在政府官員中仍然是相對較高。

### 參選行政長官選舉

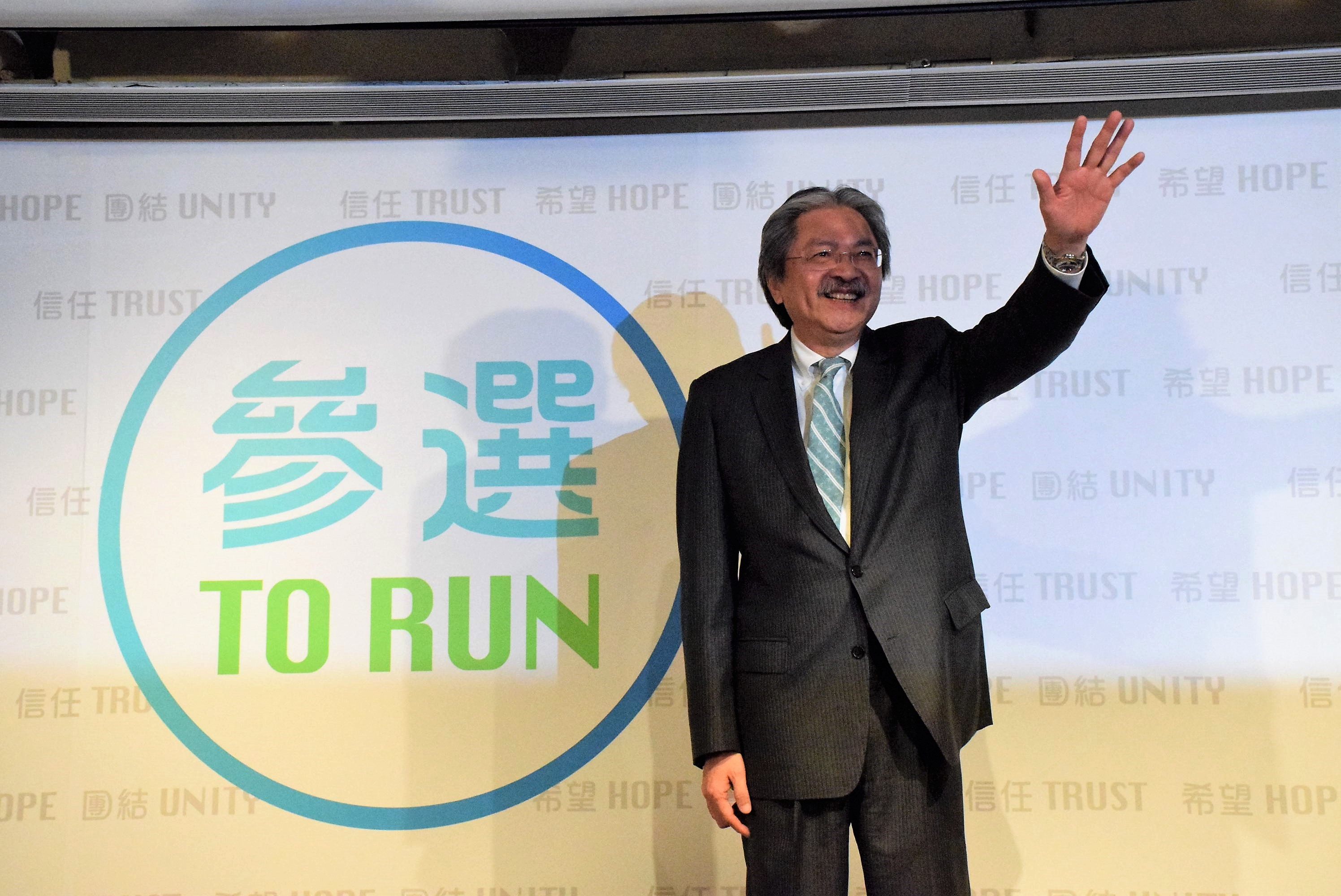
曾俊華宣布參選

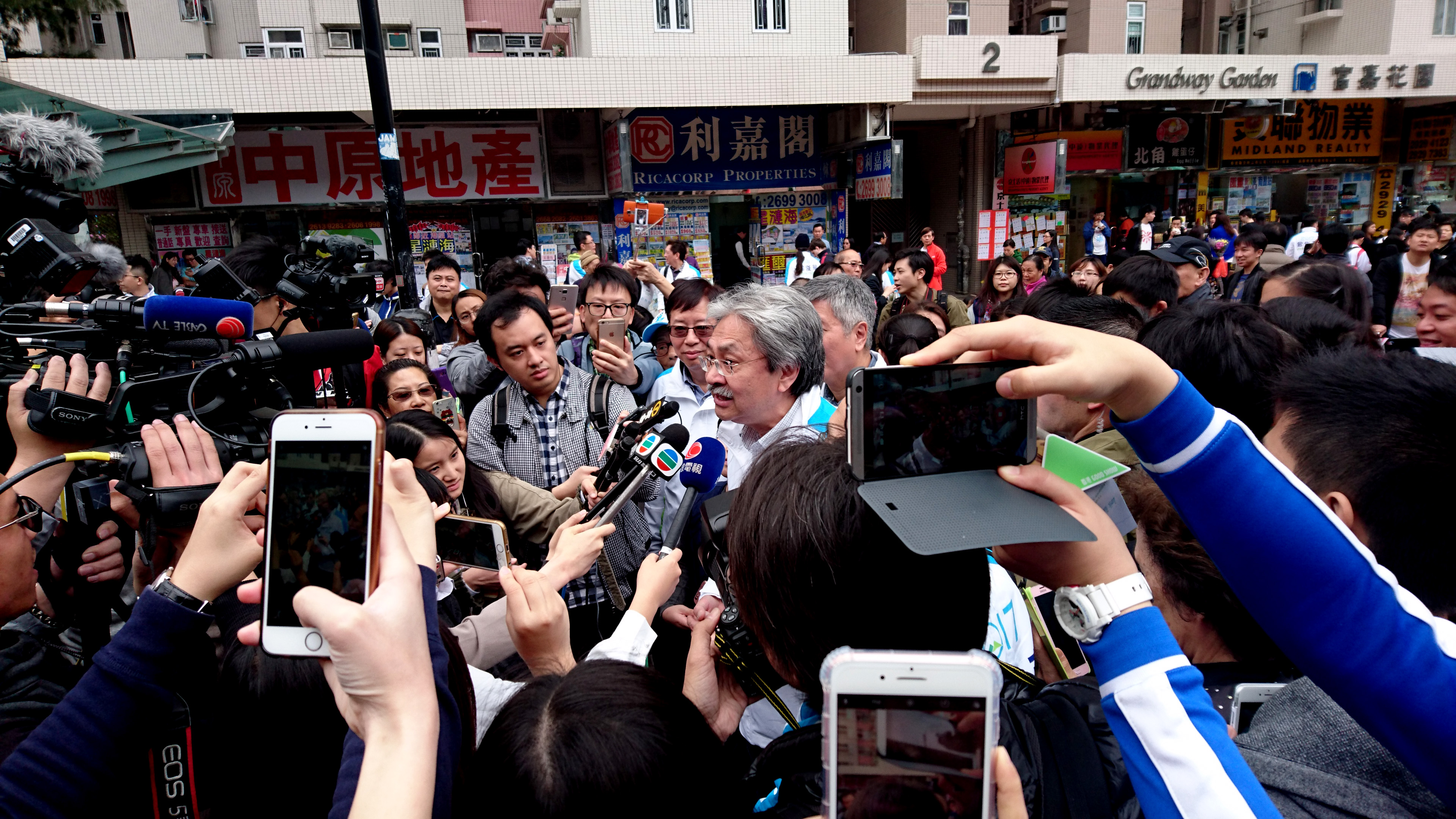
曾俊華於競選落區期間接受傳媒訪問

- 2017年1月19日，宣佈參加2017年香港特別行政區行政長官選舉，是第四位公開表態的參選人。[36][37]
- 2017年2月3日，涉貪的前發展局長麥齊光接受《am730》訪問，公開支持曾俊華；麥在接任局長之前，曾為林鄭月娥於發展局之常任秘書長[38]。但他在任不足一個月便因涉貪去職。
- 2017年2月3日，曾俊華透過本地公司FringeBacker，網上眾籌（页面存档备份，存于）選舉經費，為香港首個透過眾籌向公眾募集選舉經費的政治人物[39]；半天捐款破百萬港元[40]，一日內破二百萬港元，最終籌得500多萬港元。以靠市民力量。
- 2017年3月26日，曾俊華在1186票中取得365票而落選，票源估計來自約280名至300名泛民選委及約60至80名建制選委（因為約30名泛民選委不投票、投白票、棄權及廢票，而21名泛民選委支持胡國興）。他也成為歷屆特首選舉中首位民调较高但最終落選的候選人[41]，亦代表泛民主派首次正式成功在選委票中反映對行政長官選舉的影響力。[42]

## 演出作品

### 劇集（ViuTV）
| 年份 | 劇集 | 角色           | 備註 |
| ---- | ---- | -------------- | ---- |
| 2022 | IT狗 | 曾俊華（華仔） |      |

### 廣告
- 2023年：Bowtie保險[44]

## 軼事

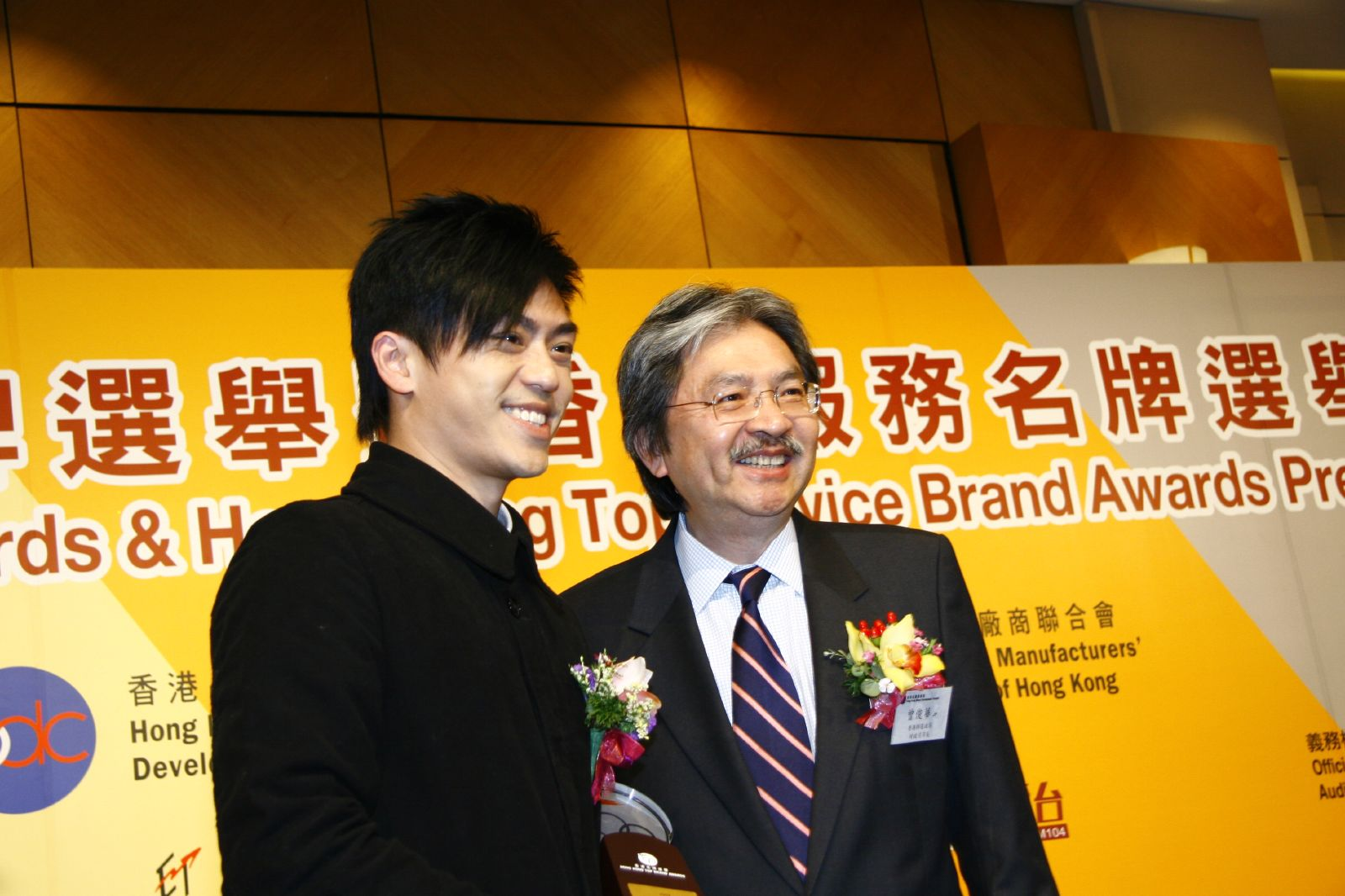
曾俊華與電台節目主持森美同場合照

曾俊華愛好劍擊、愛閱讀、喝咖啡和看法國電影，是一名虔誠的天主教徒。曾俊華妻子曾黃蓮華曾任護士，兩人於移民美國時結識，並育有一子一女，1982年回港，家人均曾在美國居住，持有美國國籍。兒女的名字曾雕龍、曾文心正是源於文學理論著作《文心雕龍》。
曾俊華於2009年9月27日赴美國匹茲堡出席完二十國集團會議後回港，因心絞痛送入瑪麗醫院進行经皮冠状动脉介入治疗（俗稱：通波仔）手術，手術後不久身體已逐步恢復。
2010年，曾俊華為「推動文件電子化」，向立法會議員發放磁碟以回覆其提問，但磁碟當時其實已嚴重過時，導致議員難以讀取磁碟內容，弄巧成拙。
曾俊華在2013年2月27日宣讀其任內第六份財政預算案中，聲言自己都是「中產」人士，故體諒中產的需要，被香港市民及傳媒批評他不理解中產的現實情況，指身為財政司司長2013年月入37萬，遠超中產階級。
2013年12月7日，曾俊華陪同行政長官梁振英出席北角的施政報告和財政預算案諮詢會時，誤被雞蛋擲中，原本擲的目標是梁振英。曾俊華到後台清理後返回主講台。他打趣說，醫生說他不要吃太多蛋，又慶幸今天沒有穿上西裝，幽默態度與梁振英谴責態度很不同。
2015年6月29日，在亞洲基礎設施投資銀行成立儀式後獲中共總書記習近平主動握手，外界當時傳言曾俊華是中央屬意的下屆行政長官候選人。
近年，曾俊華有「鬍鬚曾」及「薯片叔叔」的稱號，因其二撇雞與品客薯片裡的頭像相似而得名，他留鬚皆因其崇敬之劍手都束鬍鬚。他甚至在2011年的財政預算案宣傳片中以自己的形象開玩笑，以「留意見唔一定要留鬚嘅」作口號，鼓勵市民就財政預算案發表意見。
隨着香港本土主義風潮崛起，曾俊華表示關注和支持香港足球隊、香港體育及本土文化，更是曹星如的支持者，並自1985年執教喇沙劍擊隊至2017年，培訓本土運動員。獲得市民讚賞「夠貼地」和「真香港人」。與時任特首梁振英、林鄭月娥及其他司局長避談是否表態支持香港隊和本土文化大為不同。
2017年1月，曾俊華接受網站Unwire.hk邀請做專訪，期間他參觀了Unwire.hk的總部、了解電子傳媒運作及創新科技發展，並與記者進行他的首次網絡直播。
2017年2月17日，前香港行政長官曾蔭權因涉貪罪成還押，辯方律師下午在庭上呈上超過40封求情信，包括曾俊華為其寫之求情信。
曾俊華2018年6月出席公民實踐論壇時以「保育香港文化特色」為題致辭，指香港制度正在被某些政治立場或組織傷害得很深，有人做出反文明行為，他指在1980－90年代的議會是「紳士辯論、講道理」的地方，不會打架和「鬥大聲」，更不會開會中途做facebook直播甚至做鬼臉，影射曾於會議中途以手機直播的何君堯。他稱保護完善制度是從政者基本道德，而政治方面他最關心的是制度；娛樂文化方面，他希望香港人能做好香港特色，對於近年愈來愈多事件讓港人感覺到自己珍視的文化被衝擊，他稱保育本土文化同時不應與內地對立起來，這並非他願意看到的。
此外，國際著名武打巨星甄子丹為其好友（曾俊華年少時曾經常和甄子丹一起在美國表演功夫）。
2024年3月3日，曾俊華在社交平台指，本港已進入結構性財赤年代，最令他憂慮的是香港要「借債度日」；又稱若發債是用於大型基建投資項目，等落成後有長期經濟回報是無問題。
2024年3月10日，曾俊華在社交網站撰文評論香港公共財政狀況，指有人覺得，財赤問題很快就不存在，甚至有人會認為「係你悲觀啫」，但他認為，無理由見到「有人快將跌落山，也不大叫提醒一下」。

## 外部連結
- 曾俊華的Facebook專頁（個人）
- 曾俊華的Instagram帳戶
- 曾俊華的Facebook專頁（專頁）
- 曾俊华:未来须确立职业教育的重要性 中国经济网 2014-05-16

| 官衔          | 官衔                                              | 官衔          |
| ------------- | ------------------------------------------------- | ------------- |
| 前任： 唐英年 | 財政司司長 2007年7月1日－2017年1月16日            | 繼任： 陳茂波 |
| 前任： 林煥光 | 香港特別行政區行政長官辦公室主任 · 2006年－2007年 | 繼任： 陳德霖 |
| 前任： 唐英年 | 工商及科技局局長 2003年－2006年                   | 繼任： 王永平 |
| 政府职务      |                                                   |               |
| 前任： 蕭炯柱 | 規劃地政局局長 2001年－2002年                     | 繼任： 孫明揚 |
| 前任： 李樹輝 | 海關關長 1999年－2001年                           | 繼任： 黃鴻超 |